# Cerastis orientalia
Cerastis orientalia är en fjärilsart som beskrevs av Charles Boursin 1948. Cerastis orientalia ingår i släktet Cerastis och familjen nattflyn. Inga underarter finns listade i Catalogue of Life.